# Спенсер, Герберт
Ге́рберт Спе́нсер (англ. Herbert Spencer; 27 апреля 1820, Дерби — 8 декабря 1903, Брайтон) — английский философ и социолог, один из родоначальников эволюционизма, идеи которого пользовались большой популярностью в конце XIX века, основатель органической школы в социологии, идеолог либерализма.
Социологические взгляды Спенсера являются продолжением воззрений Сен-Симона и Конта, определённое влияние на развитие его теории эволюции оказали Ламарк, Карл Бэр, Смит и Мальтус.

## Биография
Родился в Дерби (графство Дербишир) в семье учителя. Из-за плохого здоровья до 13 лет не посещал школу и получал домашнее образование. Отклонил предложение получить образование в Кембридже, а позднее также отказался от должности профессора в лондонском Университетском колледже и от членства в Королевском обществе.
В юности был учителем. С 1837 года работал инженером на строительстве железной дороги. В 1841 году ушёл с работы и занялся самообразованием. В 1843 возглавил инженерное бюро, в 1846 получил патент на пилильно-строгальную машину. Впоследствии он перешёл к журналистской деятельности. В 1848—1853 годах работал журналистом (помощником редактора в журнале «Экономист»). Был близко знаком с Дж. Элиот, Дж. Г. Льюисом, Т. Гексли, Дж. С. Миллем и Дж. Тиндалем, в последние годы жизни с Б. Вебб. Во время нескольких поездок во Францию встречался с О. Контом. В 1853 году получил наследство и смог полностью посвятить себя занятиям философией и наукой.
Умер в Брайтоне 8 декабря 1903 года. Похоронен на Хайгейтском кладбище в Лондоне. 
Американский философ и антрополог Роберт Карнейро называл его «третьим великим эволюционистом XIX века».

## Взгляды
Во взглядах Спенсера соединились эволюционизм, принцип невмешательства (laissez faire) и концепция философии как обобщения всех наук, а также другие идейные течения его времени. Отсутствие систематического образования и нежелание изучать труды предшественников привели к тому, что Спенсер опирался на доступные ему источники и формировал мировоззрение преимущественно самостоятельно, вне академической традиции.
Ключом к его системе объединённой науки является работа «Основные начала» (First Principles, 1862), в первых главах которой утверждается, что мы ничего не можем знать о последней реальности. Это «непознаваемое» выходит за пределы научного исследования, а религия просто пользуется метафорой, чтобы хоть как-то его представить и иметь возможность поклоняться этой «вещи в себе». Во второй части труда излагается космическая теория эволюции (теория прогресса), которую Спенсер считает универсальным принципом, лежащим в основе всех областей знания и их суммирующим. В 1852 году, за семь лет до публикации «Происхождения видов» Ч. Дарвина, Спенсер написал статью «Гипотеза развития» (The Development Hypothesis), в которой излагалась идея эволюции, во многом следовавшая теории Ламарка и К. Бэра. Впоследствии Спенсер признал естественный отбор как один из факторов эволюции (он автор термина «выживание наиболее приспособленных»). Отправляясь от фундаментальных законов физики и идеи изменения, Спенсер приходит к пониманию эволюции как «интеграции материи, сопровождаемой рассеянием движения, переводящей материю из неопределённой, бессвязной однородности в определённую, связную разнородность, и производящей параллельно тому преобразование сохраняемого материею движения». Все вещи имеют общее происхождение, но через наследование черт, приобретённых в процессе адаптации к окружающей среде, происходит их дифференциация; когда процесс приспособления заканчивается, возникает связная, упорядоченная Вселенная. В конечном итоге всякая вещь достигает состояния полной адаптированности к своему окружению, однако такое состояние неустойчиво. Поэтому последняя ступень в эволюции — не что иное, как первая ступень в процессе «рассеяния», за которым, после завершения цикла, вновь следует эволюция.
Глобальный эволюционизм, всеобщие законы эволюции, разработанные Спенсером в «Основных началах», распространяются им и на область биологии, психологии, социологии, этики (привело его к их биологизации).
В 1858 году Спенсер составил план сочинения, ставшего главным трудом его жизни, «Системы синтетической философии» (A System of Synthetic Philosophy), которое должно было включать 10 томов. Главные принципы «синтетической философии» Спенсера были сформулированы на самом первом этапе реализации его программы, в «Основных началах». В других томах давалась интерпретация в свете этих идей различных частных наук. В серию также вошли: «Принципы биологии» (The Principles of Biology, 2 vol., 1864—1867); «Принципы психологии» (The Principles of Psychology, в одном томе — 1855, в 2-х томах — 1870—1872); «Принципы социологии» (The Principles of Sociology, 3 vol., 1876—1896), «Принципы этики» (The Principles of Ethics, 2 vol., 1892—1893).
Наибольшую научную ценность представляют его исследования по социологии, в том числе два других его трактата: «Социальная статика» (Social Statics, 1851) и «Социологические исследования» (The Study of Sociology, 1872) и восемь томов, содержащие систематизированные социологические данные, «Описательная социология» (Descriptive Sociology, 1873—1881). Спенсер — основатель «органической школы» в социологии. Общество, с его точки зрения, — это эволюционирующий организм, подобный живому организму, рассматриваемому биологической наукой. Общества могут организовывать и контролировать свои собственные процессы адаптации, и тогда они развиваются в направлении милитаристских режимов; они также могут позволить свободную и пластичную адаптацию и тогда превращаются в промышленно развитые государства.
Однако неумолимый ход эволюции делает адаптацию «не случайностью, но необходимостью». Следствием концепции о космической силе эволюции Спенсер считал социальную философию laissez-faire. Лежащий в основе этой философии принцип индивидуализма ясно изложен в «Принципах этики»:

Каждый человек волен делать то, что желает, если не нарушает при этом равную свободу любого другого человека.
Социальная эволюция является процессом возрастающей «индивидуализации». В «Автобиографии» (Autobiography, 2 vol., 1904) предстаёт ультраиндивидуалист по характеру и происхождению, человек, отличающийся необычайной самодисциплиной и трудолюбием, однако почти лишённый чувства юмора и романтических устремлений. 
Выступал против революций и резко отрицательно относился к социалистическим идеям. Считал, что человеческое общество, как и органический мир, развивается постепенно, эволюционно. Был открытым противником образования для малоимущих слоёв населения, считал демократизацию образования вредной.
Предложил изящное разрешение парадокса курицы и яйца: «Курица — лишь способ, которым одно яйцо производит другое яйцо», — редуцировав таким образом один из объектов. Это вполне согласно современной эволюционной биологии, популяризированной, в частности, «Эгоистичным геном» Ричарда Докинза.

### Концепция социальных институтов

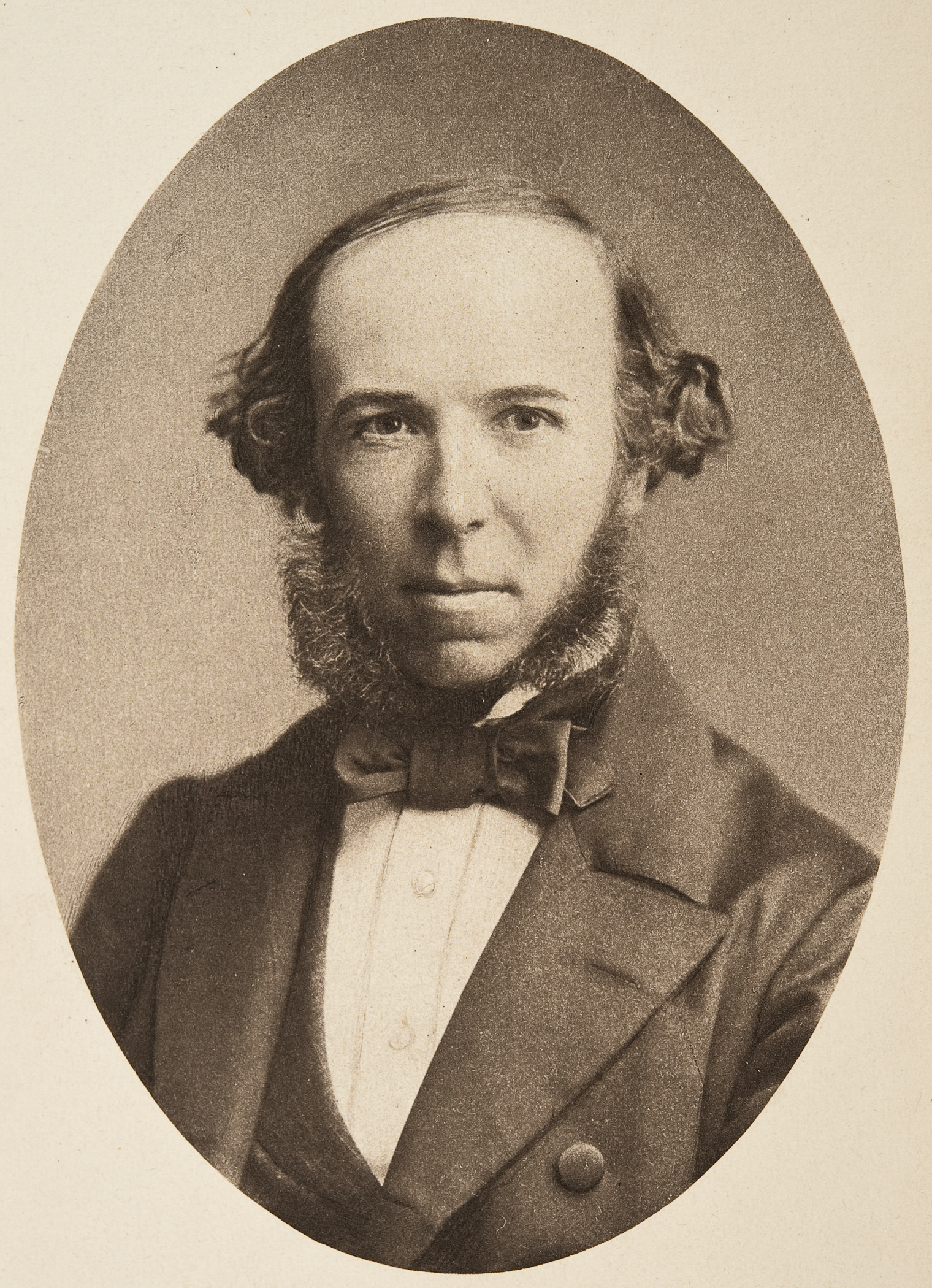
Герберт Спенсер

Социальные институты — это механизмы самоорганизации совместной жизни людей. Они обеспечивают превращение асоциального по природе человека в социальное существо, способное к совместным действиям.
- Домашние институты — семья, брак, проблемы воспитания.
- Обрядовые (церемониальные) — призваны регулировать повседневное поведение людей, устанавливая обычаи, обряды, этикет и т. д.
- Политические — появление связано с переносом внутригрупповых конфликтов на сферу конфликтов между группами; в становлении политической и классовой структуры общества решающую роль играли конфликты и войны (потребность обороны или завоевания больше всего сплачивают общество).
- Церковные — храмы, церкви, приходские школы, религиозные традиции.
- Профессиональные и промышленные институты — возникают на основе разделения труда; профессиональные (гильдии, цеха, профессиональные союзы) — консолидируют группы людей по профессиональным занятиям; промышленные — поддерживают производственную структуру общества. Значение общественного производства возрастает по мере перехода от военизированных обществ к индустриальным: сопровождается повышением роли трудовых отношений, а прямое насилие уступает место внутреннему самоограничению.

### Общество
Важнейший принцип его социологии — уподобление общества организму (органицизм).
Общество — агрегат (совокупность) индивидов (индивиды — клетки, физиологические единицы), характеризующийся определённым сходством и постоянством их жизни. Оно подобно биологическому организму — растёт (а не строится, поэтому Спенсер выступал противником всяких реформ) и увеличивается в своём объёме, одновременно усложняя структуру и разделяя функции.
Общество состоит из 3-х относительно автономных частей (систем «органов»):
- поддерживающая — производство необходимых продуктов
- дистрибутивная (распределительная) — разделение благ на основе разделения труда (обеспечивает связь частей социального организма)
- регулятивная (государство) — организация частей на основе их подчинения целому.

### Типы обществ
Военный тип общества — военные конфликты и истребление или порабощение побеждённого победителем; централизованный контроль. Государство вмешивается в промышленность, торговлю и духовную жизнь, насаждает однообразие, пассивное повиновение, безынициативность, мешает естественному приспособлению к требованиям окружающей среды. Правительственное вмешательство не только не приносит никакой пользы, но даже прямо вредно.
Промышленный тип — промышленная конкуренция, где побеждает самый сильный в области интеллектуальных и моральных качеств. Борьба в таком обществе — благо для всего общества, так как в результате растёт интеллектуальный и моральный уровень общества в целом; политическая свобода, мирная деятельность.
Наихудший тип — выживание и процветание слабейших, то есть людей с низшими интеллектуально-моральными качествами, что приведёт к деградации всего общества.

### Социальная эволюция

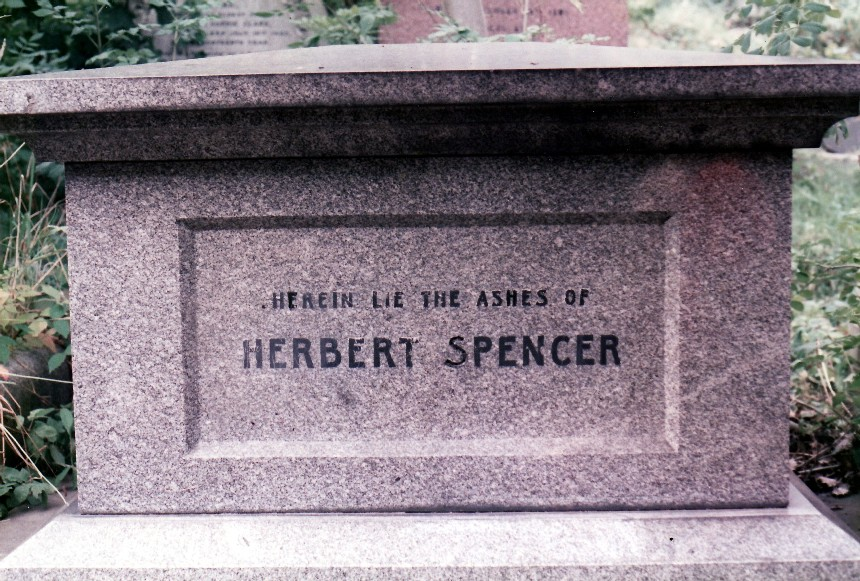
Могила Герберта Спенсера на Хайгейтском кладбище

Три формулы объяснения социальной эволюции: «естественный отбор», «борьба за существование», «выживание сильнейшего».
Правительство не должно вмешиваться в естественные процессы, протекающие в обществе. Только в таких условиях люди «приспособленные» будут выживать, а «неприспособленные» — вымирать; только сильные смогут адаптироваться и достигать всё более высоких уровней исторического развития.
Государственное принудительное перераспределение социальных благ должно стать частным делом, задача которого — «смягчать несправедливости природы».
Социализм и коммунизм — невозможны. Людям свойственны любовь к власти, честолюбие, несправедливость и нечестность. «Все попытки ускорить прогресс человечества с помощью административных мер ведут лишь к возрождению учреждений, свойственных низшему (то есть военному) типу общества — пятятся назад, желая идти вперед».
Такая постановка вопроса допускает признание объективного развития общественных явлений, но она ведёт к их биологизации, к защите эксплуатации и угнетения как якобы естественных явлений. Распространение на общества принципа «борьбы за существование» создаёт основу для одного из одиозных течений социологии, так называемого социального дарвинизма.

### Личные права
Перечень индивидуальных прав по Спенсеру:
- безопасность личности,
- свободное передвижение,
- свобода совести,
- свобода речи,
- свобода печати и др.

Спенсер защищал «право каждого человека заниматься своими делами как ему угодно, каковы бы ни были его занятия, лишь бы они не нарушали свободы других».
Политические права — нужны для того, чтобы защищать личные права. «Политические права должны быть так распределены, чтобы не только индивиды, но и классы не могли угнетать друг друга». Однако, несмотря на всю свою либеральность, Спенсер был против предоставления политических прав женщинам.

## Критика
Критики утверждают, что взгляды Спенсера послужили «научным» прикрытием расовых предубеждений. Дарвиновская теория эволюции неверно трактовалась Спенсером как описание интеллектуального и нравственного прогресса. На основе своей доктрины  социального дарвинизма Спенсер пришел к выводу, что небелые расы стоят на эволюционной лестнице ниже европейцев. Взгляды Спенсера способствовали развитию таких антигуманных практик как принудительная стерилизация преступников и «слабоумных».  Идеология «низших рас» использовалась нацистами для оправдания убийства славян, евреев, цыган.

## Работы Спенсера
- «Надлежащие границы государственной власти» (The Proper Sphere of Government, 1843)
- Социальная статика : Изложение социальных законов, обусловливающих счастье человечества = Social Statics (1851). — Санкт-Петербург, 1872. — 471 с.
- «Система синтетической философии» (System of Synthetic Philosophy, 1862-96) — Основное сочинение в 10-ти томах
  - «Основные начала» (First Principles, 1862). — DJVU. Дата обращения: 22 января 2012. Архивировано 3 февраля 2012 года.
  - «Основания социологии» (The Principles of Sociology, 1874-1896). — PDF. Дата обращения: 22 января 2012. Архивировано 3 февраля 2012 года.
- «Человек и государство» (The Man versus the State, 1884)
- «Философия и религия. Природа и реальность религии» (Philosophy and Religion. The Nature and Reality of Religion, 1885)
- Воспитание умственное, нравственное и физическое» (Education: Intellectual, Moral, Physical, 1861)
- «Факты и комментарии» (Facts and Comments, 1902)
- Essays: Scientific, Political, and Speculative, 3 vol., 1891.
  - Опыты научные, философские и политические / Полный пер., проверенный по последнему англ. изд. под ред. Н. А. Рубакина — Петроград : Тип. Минькова, [19--]. — 284 с.
- «Данные этики» (The Data of Ethics, 1879)
- «Справедливость» (Justice, 1891)